# Babna Gora (Trebnje)
Babna Gora (Trebnje) is een plaats in Slovenië en maakt deel uit van de gemeente Trebnje in de NUTS-3-regio Jugovzhodna Slovenija.
In 2002 telde de plaats 16 inwoners. De plaats telde 19 inwoners op 1 januari 2020.